# ويلينغتون دي مورايس كويمبرا
ويلينغتون دي مورايس كويمبرا (مواليد 10 نوفمبر 1984)، هو لاعب كرة قدم كان يلعب كمهاجم.

## وصلات خارجية
- ويلينغتون دي مورايس كويمبرا على موقع رابطة كرة القدم اليابانية للمحترفين (اليابانية)
- ويلينغتون دي مورايس كويمبرا على موقع قاعدة بيانات كرة القدم.إي يو (الإنجليزية)
- ويلينغتون دي مورايس كويمبرا على موقع Soccerway.com (الإنجليزية)
- ويلينغتون دي مورايس كويمبرا على موقع عالم كرة القدم.نت (الإنجليزية)